# Distrito de Argenteuil
El distrito de Argenteuil es un distrito (en francés arrondissement) de Francia, que se localiza en el departamento de Valle del Oise (en francés Val-d'Oise), de la región de Isla de Francia. Cuenta con 7 cantones y 7 comunas.

## División territorial

### Cantones
Los cantones del distrito de Argenteuil son:
1. Cantón de Argenteuil-Est
2. Cantón de Argenteuil-Nord
3. Cantón de Argenteuil-Ouest
4. Cantón de Bezons
5. Cantón de Cormeilles-en-Parisis
6. Cantón de Herblay
7. Cantón de Sannois

### Comunas
| 1. Argenteuil (95018) | 2. Bezons (95063)                  | 3. Cormeilles-en-Parisis (95176) | 4. La Frette-sur-Seine (95257) |
| 5. Herblay (95306)    | 6. Montigny-lès-Cormeilles (95424) | 7. Sannois (95582)               |                                |